# Nyagashanga (periodiskt vattendrag i Burundi, Muramvya)
Nyagashanga är ett periodiskt vattendrag i Burundi.   Det ligger i provinsen Muramvya, i den centrala delen av landet, 30 km nordost om huvudstaden Bujumbura.
Omgivningarna runt Nyagashanga är en mosaik av jordbruksmark och naturlig växtlighet. Runt Nyagashanga är det tätbefolkat, med 308 invånare per kvadratkilometer.